# Eisbären Juniors Berlin
Die Eisbären Juniors Berlin sind ein Eishockey-, Eisschnelllauf-, Inline-Skaterhockey- und Floorballverein aus Berlin. Die Eisbären Juniors bilden im Eishockeysport den Amateur- und Nachwuchsbereich der Eisbären Berlin und gelten als wirtschaftlich eigenständig. Trotzdem ist der Verein – vor allem aufgrund recht geringer Zuschauerzahlen – von Zahlungen der Eisbären Berlin abhängig. Die offizielle Bezeichnung des 2000 gegründeten Vereins lautet  Eisbären Juniors Berlin e. V. Das Konzept der Eisbären Juniors ist es, junge und talentierte Spieler an das professionelle Eishockey heranzuführen. Dazu wurde bis 2009 ein Farmteam der Profimannschaft nach nordamerikanischem Vorbild unterhalten, welches 2004 in die drittklassige Oberliga aufsteigen konnte. Im Sommer 2009 wurde auf Grund der veränderten Struktur der Deutschen Nachwuchsliga DNL das Oberligateam zurückgezogen.
Der Eisschnelllauf-Abteilung gehörten unter anderem Claudia Pechstein und Monique Angermüller an.
Neben dem Eishockey und dem Eisschnelllauf gibt es seit Dezember 2016 die Floorballabteilung der Eisbären Juniors. 2018 erweiterten die Eisbären Juniors Berlin ihren Verein um eine Inline-Skaterhockeyabteilung.

## Abteilung Eishockey
Im Jahr 1997 wurde für den Nachwuchs- und Amateurbereich der Eisbären Berlin der EHC Neue Eisbären Berlin gegründet. Nach der Saison 1999/00, in der die Eishockeyseniorenmannschaft des EHC Neue Eisbären an der Oberliga Nord teilnahm, ging der Verein in Konkurs, und als Nachfolger wurden die Eisbären Juniors gegründet.
Als Teilnehmer der Regionalliga Ost 2003/04 stellten die Eisbären Juniors – mit Freigabe des Berliner Eissportverbandes – den Antrag auf Aufnahme in die ESBG und wurden für die Saison 2004/05 in der Oberliga Nord aufgenommen. Dort spielten sie bis 2009 und konnten dabei nie die Play-offs erreichen. Stattdessen nahm die Mannschaft häufig an der Abstiegsrunde teil.
Darüber hinaus besitzt der Verein sieben verschiedene Nachwuchsmannschaften, darunter fallen die Laufschule, die Bambini-, Kleinschüler-, Knaben-, Schüler-, Jugend- sowie die Juniorenabteilung. Die Mannschaften spielen teilweise in den Nachwuchsbundesligen des Deutschen Eishockey-Bundes.
Nach dem Ende der Saison 2008/09 gaben die Eisbären Berlin bekannt, das Oberligateam der Juniors aufzulösen und im Rahmen von Förderlizenzen talentierte Spieler an den Zweitligisten Dresdner Eislöwen oder den Regionalligisten FASS Berlin auszuleihen. 2017 wurde die langjährige Zusammenarbeit mit FASS Berlin beendet und eine Nachwuchsmannschaft in der Berliner Landesliga gemeldet. Diese spielt seit 2019 in der viertklassigen Regionalliga Ost.

### Deutsche Nachwuchsliga
Die Eisbären Juniors Berlin stellen seit 2000 eine Mannschaft in der Deutschen Nachwuchsliga und konnten dort mehrfach die Vizemeisterschaft und 2022 auch die Deutsche Junioren-Meisterschaft feiern.

### Fraueneishockey

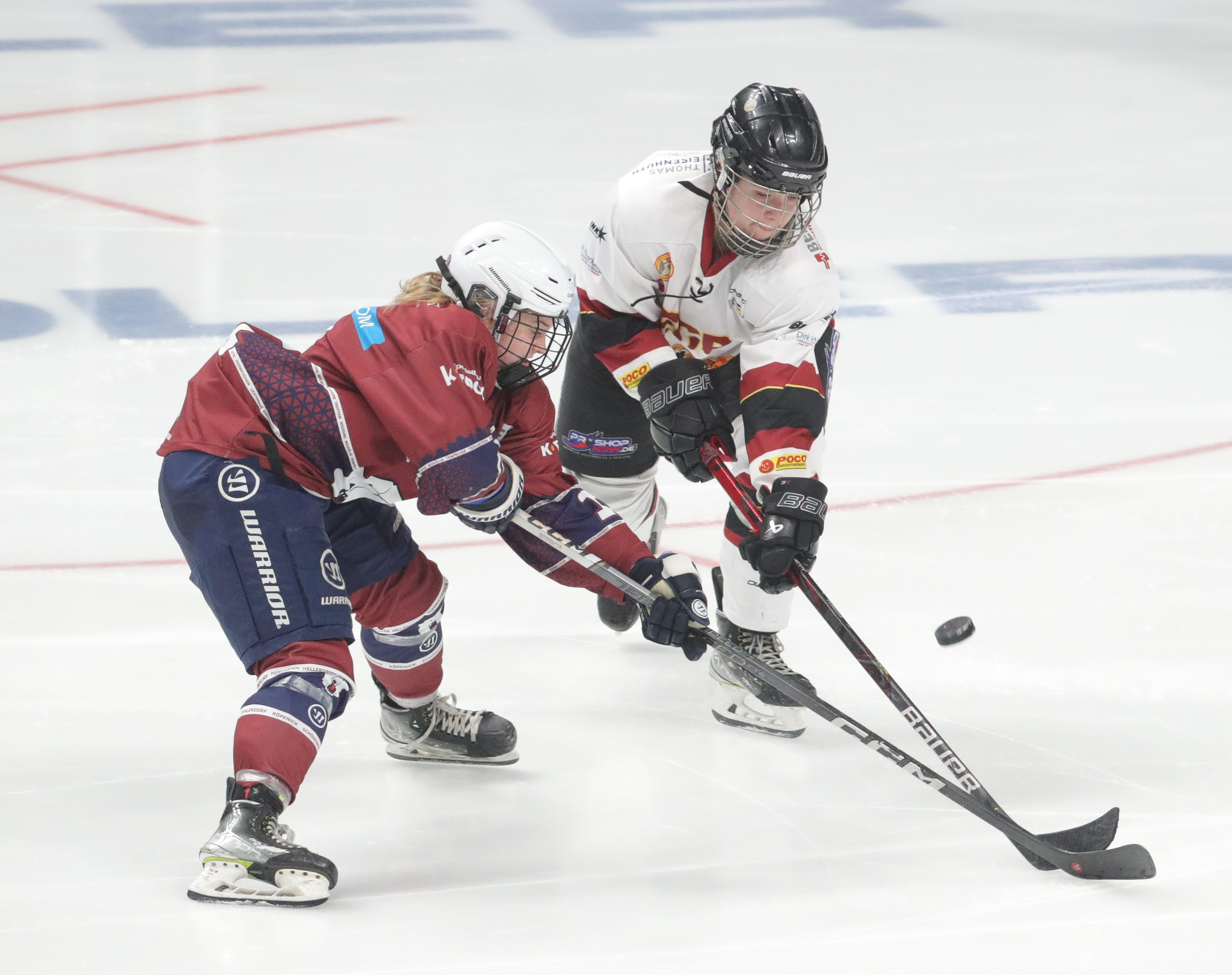
Spiel der Eisbären Juniors Berlin gegen die Bergkamener Bären (November 2023)

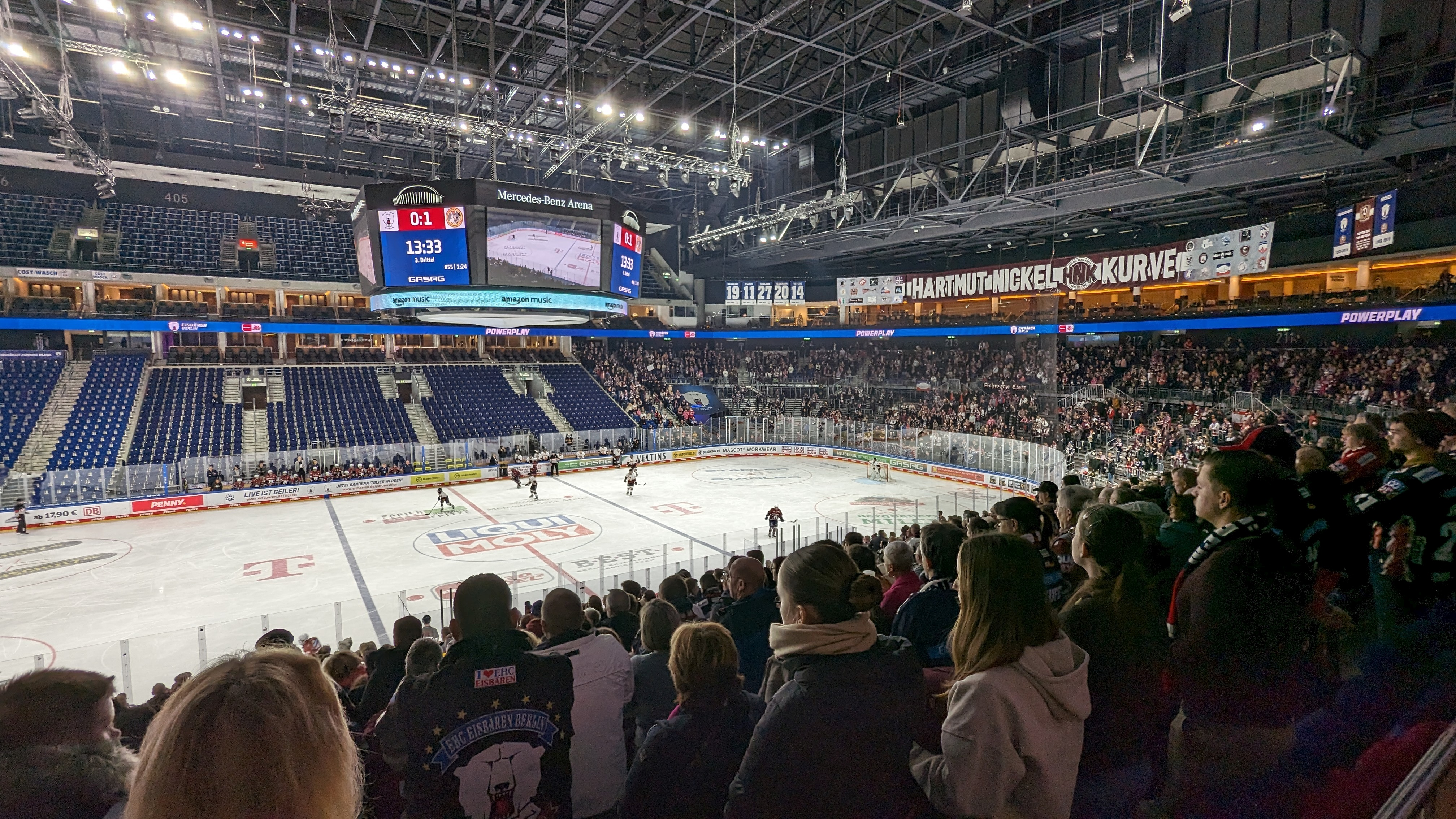
Zuschauerrekord in der Mercedes-Benz-Arena Berlin (November 2023)

Im Juni 2017 wechselte die komplette Fraueneishockey-Mannschaft des OSC Berlin zu den Eisbären Juniors, um mehr Aufmerksamkeit und Sponsorengelder für das Berliner Fraueneishockey zu erreichen. In der Saison 2018/19 belegte das Team den fünften Platz der Hauptrunde und sicherte sich in den anschließenden Play-downs den Klassenerhalt, 2019/20 nahmen die Eisbären-Frauen erstmals an den Play-offs teil, mussten sich aber im 3. Spiel des Halbfinals dem ESC Planegg geschlagen geben.
Den größten Erfolg feierten die Eisbärinnen in der Saison 2020/21 mit der Deutschen Vizemeisterschaft.
| Saison  | Liga       | Platzierung           | Endrunde                    |
| ------- | ---------- | --------------------- | --------------------------- |
| 2017/18 | Bundesliga | 6. Platz              |                             |
| 2018/19 | Bundesliga | 5. Platz (Hauptrunde) | Klassenerhalt in Play-downs |
| 2019/20 | Bundesliga | 4. Platz              | Halbfinale                  |
| 2020/21 | Bundesliga | 2. Platz              | Finale                      |
| 2021/22 | Bundesliga | 5. Platz              |                             |
| 2022/23 | Bundesliga | 6. Platz              |                             |
| 2023/24 | Bundesliga | 4. Platz              | Halbfinale                  |
| 2024/25 | DFEL       | 3. Platz              | Halbfinale                  |

### Herren-Amateurmannschaft
Bei den Eisbären Juniors spielt auch ein Amateur-Herrenteam. Von 2003 bis 2009 galt die Amateurmannschaft als „Farmteam“ der Profimannschaft der Eisbären Berlin und spielte zuletzt in der Oberliga. Seit 2017 haben die Eisbären Juniors wieder eine Herrenmannschaft, die 2017/18 bis 2018/19 in der Landesliga Berlin und 2019/20 in der Regionalliga Ost spielte.
| Saison                          | Liga              | Platzierung                                     | Bemerkungen                          |
| ------------------------------- | ----------------- | ----------------------------------------------- | ------------------------------------ |
| 2003/04                         | Regionalliga Ost  | 4. Platz (Hauptrunde Ost) 9. Platz (Endrunde)   |                                      |
| 2004/05                         | Oberliga          | 6. Platz (Hauptrunde) 6. Platz (Meisterrunde)   |                                      |
| 2005/06                         | Oberliga          | 15. Platz (Hauptrunde) 1. Platz (Abstiegsrunde) |                                      |
| 2006/07                         | Oberliga          | 12. Platz (Hauptrunde)                          |                                      |
| 2007/08                         | Oberliga Nord     | 8. Platz (Hauptrunde)                           | Klassenerhalt in 2. Runde Play-downs |
| 2008/09                         | Oberliga Nord     | 7. Platz                                        | Absteiger, Rückzug nach der Saison   |
| keine Teilnahme am Spielbetrieb |                   |                                                 |                                      |
| 2017/18                         | Landesliga Berlin | 3. Platz                                        |                                      |
| 2018/19                         | Landesliga Berlin | 1. Platz                                        | Landesliga-Meister, Aufsteiger       |
| 2019/20                         | Regionalliga Ost  | 6. Platz                                        |                                      |
| 2020/21                         | Regionalliga Ost  | 2. Platz                                        | Saison im November abgebrochen       |
| 2021/22                         | Regionalliga Ost  | 5. Platz                                        |                                      |
| 2022/23                         | Regionalliga Ost  | 4. Platz                                        | Halbfinale                           |
| 2023/24                         | Regionalliga Ost  | 5. Platz                                        | Viertelfinale                        |
| 2024/25                         | Regionalliga Ost  | 5. Platz                                        | 6. Platz                             |

## Spielstätte

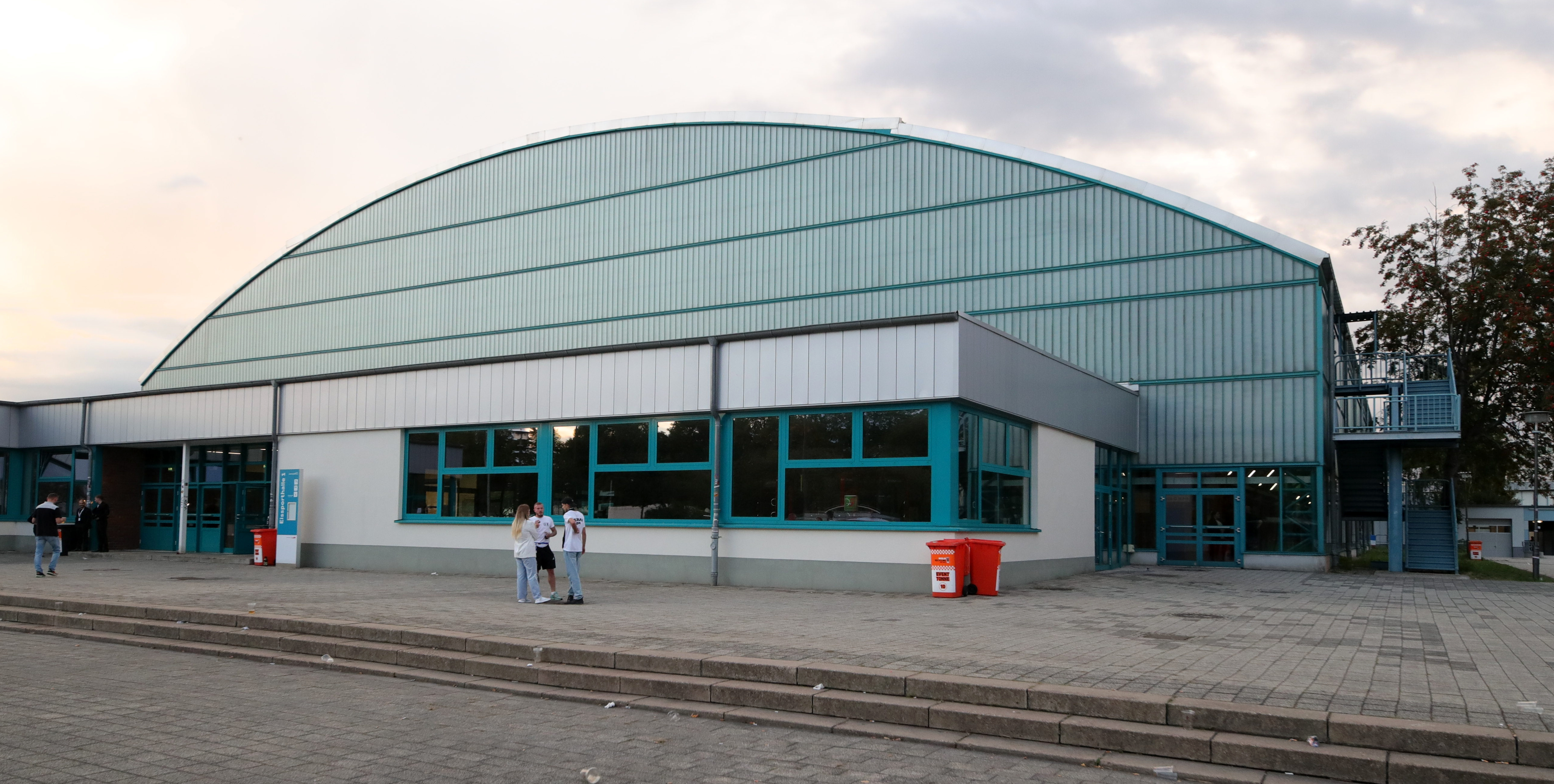
Wellblechpalast (2022)

Die Mannschaften der Eisbären Juniors Berlin tragen ihre Heimspiele im Wellblechpalast aus, welcher bis zum Ende der Spielzeit 2007/08 zudem das Profiteam, die Eisbären Berlin, beherbergte. Das Stadion bietet Platz für 4.695 Zuschauer (davon 1.600 Sitzplätze). Sowohl die Nachwuchsspiele als auch die Spiele der Frauen-Bundesliga und Herren-Regionalliga schaffen es jedoch nur selten, mehr als 200 Zuschauer in die Halle zu bringen.

## Abteilung Inline-Skaterhockey
Seit 2018 gibt es im Verein eine Abteilung für Inline-Skaterhockey (Ball) und Inlinehockey (Puck). Beide Sportarten sind dem Eishockey sehr nahe, werden jedoch mit Inlineskates auf Hartboden statt mit Schlittschuhen auf Eis gespielt. 
Die Abteilung tritt in der Berliner Inline-Skaterhockey Liga (BISHL) mit Mannschaften in der U13, U16, Hobbyliga, Landesliga und Regionalliga an. Außerdem ist die Abteilung Teil des Gemeinschaftsprojekts Unitas Berlin, für das die Eisbären Juniors auch Spieler in die 2. Inline-Skaterhockey-Bundesliga Nord entsenden. Weiterhin nehmen die Eisbären Juniors an der Inlinehockey-Bundesliga teil.
Die Heimspielstätte der Inline-Skaterhockey Abteilung ist die Hockeyhalle Wolli, die sich in der Wollenberger Straße 1 in 13053 Berlin befindet. Namensgebend für die Hockeyhalle war der Straßenname in Verbindung mit der Eisbären-Historie um den Wellblechpalast und der dazugehörigen Abkürzung "Welli".